# Южморрыбфлот
Южноморска́я ба́за рыбфло́та — российская компания, осуществляющая рыбный промысел, переработку и консервирование рыбо- и морепродуктов. Рыбодобывающий флот состоит из 15 судов. Производство консервной продукции составляет более 20 тысяч тонн ежегодно. Сокращённое наименование — ОАО «Южморрыбфлот». Штаб-квартира — во Владивостоке.

## История
Датой создания предприятия считается 12 июля 1925 года, когда на месте старого рыбоконсервного комбината, построенного в 1913 году, был основан завод «Тафуин» — подразделение «Дальневосточного государственного рыбопромышленного треста». В годы войны комбинат производил рыбоконсервную продукцию для нужд фронта. До начала 1990-х годов численность работающих достигала почти 2500 человек, предприятие являлось градообразующим для посёлков Ливадия и Южно-Морской. Члены трудового коллектива многократно удостаивались высоких государственных званий и наград, в том числе один работник был удостоен звания Героя Социалистического Труда, 8 работников награждены Орденом Ленина, 3 работника — Орденом Октябрьской революции, 27 работников — Орденом Трудового Красного Знамени.
В 1992 году «База сейнерного флота имени Надибаидзе» была акционирована. В 1990-е гг. списывался и продавался стареющий флот, предприятие переживало спад производства, от него отделились агаровый завод, цех морепродуктов в бухте Анна, базы в бухтах Средняя и Козьмина. В 1997—2000 годах в отношении предприятия вводилась процедура банкротства. В 2010 году «Южморрыбфлот» был включён в реестр организаций, имеющих социальную и экономическую значимость для Приморского края.

## Собственники и руководство
Всего акционеров (на 2010 год) — 787 лиц, основной владелец — менеджмент компании. «Южморрыбфлот» входит в группу компаний рыбной промышленности наряду с рыболовецким колхозом «Новый мир» и «Примрыбснабом», а также судоремонтным заводом в Ливадии (бывший Гайдамакский СРЗ).
Генеральный директор — Ефремов Александр Владимирович. Председатель совета директоров — Шулдык Александр Дмитриевич.

## Деятельность

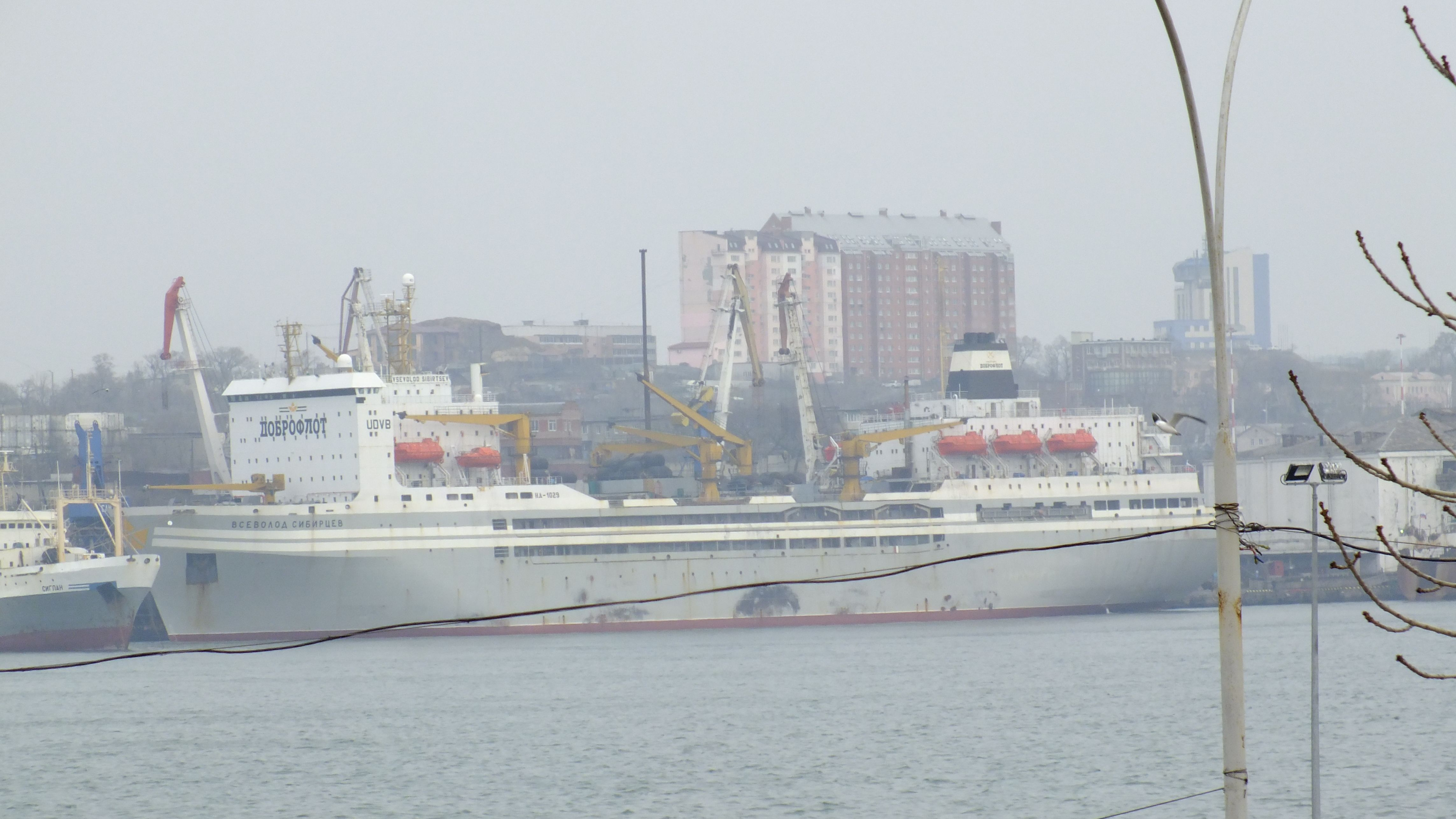
«Всеволод Сибирцев» во Владивостоке (2015)

Предприятие располагает собственным консервным заводом и рыбодобывающим и перерабатывающим флотом, состоящим из 12 траулеров, универсальных плавбаз «Залив Восток» и «Капитан Ефремов» и плавзавода «Всеволод Сибирцев». Ежегодный вылов рыбы составляет 45—50 тысяч тонн. Суда компании базируются на собственной базе причального комплекса в заливе Восток. Суда компании ведут промысел в Охотском, Беринговом и Японском морях. Имеет 2 стационарных холодильника ёмкостью 5000 и 500 тонн. Добывается и перерабатывается сайра, минтай, в незначительной мере сельдь, лосось, на марикультурном прибрежном участке площадью 320 га осуществляется разведение ламинарии и трепанга. Консервный завод выпускает более 40 наименований продукции. 
Основные конкуренты: рыболовецкий колхоз «Тихий океан», «НБАМР», «Дальморепродукт», «Турниф».
В 2014 году флот компании возглавил плавзавод «Всеволод Сибирцев» — одно из двух крупнейших в мире рыбоперерабатывающих судов. Это консервная перерабатывающая плавбаза типа «Содружество», построенная в Финляндии в 1989 году. Плавбаза может переработать 600—650 тонн рыбы-сырца в сутки.